# Trofeo Schneider
El Trofeo Schneider -Coupe d'Aviation Maritime Jacques Schneider- fue una competición aeronáutica de comienzos del siglo xx.
Jacques Schneider (1879-1928), heredero de un imperio siderúrgico y armamentístico francés, (Schneider-Creusot), y a la vez un entusiasta de la aviación, aeronauta y más tarde piloto de aeroplanos. Su interés por los vuelos de aeronaves más pesadas que el aire a motor comenzó cuando vio a Wilbur Wright realizando una demostración de vuelo en Le Mans en agosto de 1908. En 1911 crea el premio que llevó su nombre, en el cual se ofrecían 1000 libras, en una carrera de hidroaviones en un trazado o circuito cerrado en forma triangular, inicialmente de 280 km y posteriormente de 350 km.

## Historia

### Trofeo
El Trofeo Schneider obra del escultor Ernest Gabard (1879-1957) es una escultura de plata y bronce sobre una base de mármol. Representa un céfiro rozando las olas, y una figura desnuda y alada besa a un céfiro recostado sobre una ola rompiente. Se pueden ver las cabezas de otros dos céfiros y de Neptuno, el dios del mar, rodeadas de pulpos y cangrejos. El simbolismo representa la velocidad que conquista los elementos del mar y el aire. El trofeo costó 25.000 francos (8 954 093 €. de 2025). Es una escultura otorgada al capitán Bertram Dickson del Air Battalion Royal Engineers (ABRE) en 1910. Dickson murió en 1913, posiblemente debido a las lesiones sufridas en el primer choque en el aire entre dos aviones, del cual nunca se recuperó totalmente. La base posee dos secciones en las cuales van adheridas las placas de los ganadores de cada edición, adornadas con figuras de animales marinos. Tras la última edición de 1931, el trofeo permaneció almacenado, y solamente desde 1977 es exhibido junto al Supermarine S.6B en el Museo de Ciencias de Londres.

### La concepción original

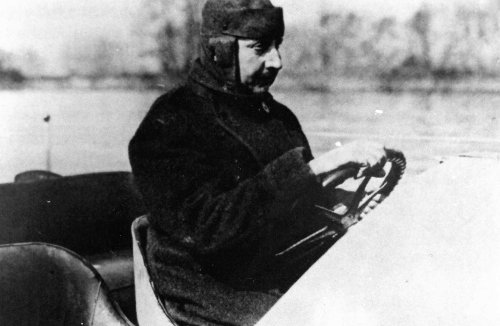
Jacques Schneider

Jacques Schneider era un exitoso industrial y entusiasta de la aviación que estableció una competición internacional llamada Coupe d'Aviation Maritime Jacques Schneider. Esta competición fue creada para desarrollar la producción de aviones prácticos, veloces pero, con una razonable distancia de vuelo y capaz de operar desde mar abierto pero con bastante carga útil.
La carrera era supervisada por la Fédération Aéronautique Internationale y el club aéreo organizador. Las reglas de la competición establecían que los aparatos debían desplazarse por sus propios medios sobre el agua, al menos 500 m hasta llegar a la zona donde se desarrollara la prueba. En cuanto a la cantidad de participantes, se señalaba que cada club aéreo podía inscribir hasta un máximo de tres pilotos, con sus respectivos suplentes. El ganador de la carrera se convertía en el organizador de la competición del año siguiente en el lugar que ellos eligiesen. Finalmente, para poder obtener el trofeo a perpetuidad, la carrera debía ser ganada por un equipo en tres ocasiones dentro de un período de cinco años, por lo cual además del trofeo, el piloto ganador recibiría el monto de 75000 francos.
Hasta 1923, las aeronaves competidoras (en su mayoría hidroaviones) podrían decirse que fueron diseñadas con los principios de Schneider en mente, pero desde ese año el concurso se transformó para convertirse en una pura y simple búsqueda de la velocidad. El certamen era tan popular, que llegaba a reunir unas doscientas mil personas. La primera de estas carreras se realizó en 1913, siendo interrumpida entre 1915 y 1918. En 1919, se retomó la carrera, ocasión en la que fue ganada por Italia, sin embargo, la organización decidió suspender el evento debido a la niebla imperante. El equipo italiano reclamó por el hecho pero el resultado no se cambió; en compensación se le entregó la organización del premio del año siguiente.
El torneo se realizaba anualmente, pero debido a la tardanza en los desarrollos de los aviones de carrera, y a su cada vez mayor complejidad, desde 1927, se comenzaron a realizar cada dos años.
Aquel país que llegase a ganar el premio tres años consecutivos, se quedaba definitivamente con el trofeo.
La importancia de este torneo fue grande por su influencia en muchos proyectos de aviación posteriores.
Aparatos que compitieron en este premio, dieron origen a grandes fabricantes de aeronaves, aceleraron el desarrollo de aeronaves de suave aerodinámica, los motores lineales refrigerados por líquido, el fuselaje monocasco y pusieron a punto aparatos que hicieron los primeros ataques estratégicos o dieron origen a legendarios aviones de combate.

## Primera etapa (1913-1923)

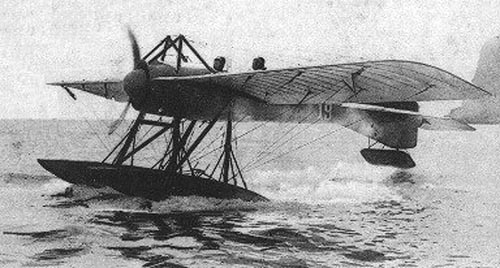
Deperdussin Monocoque, pilotado por Maurice Prévost

Una primera etapa en la historia de la competencia, es la desarrollada en los años previos a la Primera Guerra Mundial. Aquí las aeronaves tenían variados conceptos y no había mayor especialización en las prestaciones, generalmente se escogía un aeroplano al cual se le reemplazaba el tren de aterrizaje por un par de flotadores y se preparaba el equipo participante. La primera edición se realizó el 6 de abril de 1913, en Mónaco, en la cual el Deperdussin ganador, estaba propulsado por un motor rotativo de dos filas y 14 cilindros Gnome 14 Double Lambda de 160 hp.
Tras la edición de 1920, se introdujo una nueva reglamentación, respecto a la puesta a punto de las aeronaves. Los aeroplanos debían permanecer atados a una boya seis horas antes de la carrera y sin intervención humana alguna, a fin de demostrar fiabilidad en el modelo.

## Segunda etapa (1924-1931)
Tras la llegada del equipo estadounidense auspiciado por la Marina de los Estados Unidos, se cambió la concepción y estrategia de la carrera, abandonando los hidrocanoas como concepto base para el diseño de aeronaves destinados a la carrera, y se opta por hidroaviones de flotadores, concentrando el esfuerzo en la velocidad final que podrían desarrollar estas máquinas.
Los aviadores de la marina estadounidense, eran experimentados, disciplinados y estaban respaldados por una organización especial que los apoyaba en el evento. Sus Curtiss CR-3 fueron las maravillas tecnológicas de la época, tenían un rendimiento impresionante gracias a sus motores Curtiss D-12. Desde el momento en que comenzaba el despegue, era claro que la competición era de ellos si estaban en el aire. El ganador fue el teniente David Ruttenhouse, aviador naval, a una velocidad media de 320 km/h. Para los europeos que pensaban que los avances y prestaciones de la aviación americana eran exageradas, fue un duro golpe. Era evidente que los aviones más veloces del mundo, eran fabricados en el lado occidental del Atlántico.
En 1924 no hubo competición debido a que el equipo norteamericano quedó sin competencia, los franceses e italianos se retiraron y el equipo británico estrelló sus aviones durante las prácticas. El éxito de la Marina de los Estados Unidos fue repetido en 1925 con un Curtiss R3C-2 a 374,28 km/h. Con la superioridad de los EE. UU. confirmada, los aviadores estadounidenses esperaban ganar nuevamente el Trofeo Schneider en 1926 a fin de obtener el trofeo a perpetuidad. Pero por desgracia para sus esperanzas, el gobierno decidió declinar su continuidad en el apoyo a las carreras de aviones.
La ausencia de los Estados Unidos, fue vista como una oportunidad por Benito Mussolini, a fin de demostrar que no había nada difícil para el estado fascista. Presionó a la industria aeronáutica italiana y a la Regia Aeronautica a «ganar el Trofeo Schneider a cualquier costo». Contra todos los pronósticos, en 1926 los italianos lograron un pequeño milagro con la producción del Macchi M.39, un robusto monoplano escarlata con líneas muy suavizadas. Este avión probó ser muy veloz alcanzando la victoria con 444 km/h pilotado por el mayor Mario de Bernadi, y asegurando la continuidad del Trofeo Schneider.
Las últimas tres carreras de la competición fueron en 1927, 1929 y 1931, y fueron dominadas por el equipo italiano de la Regia Aeronautica y la Real Fuerza Aérea Británica. Los italianos diseñaron muchas máquinas sorprendentes, de las cuales la más extravagante, con mucho, fue el Piaggio P.7, un monoplano de ala alta equipado con dos hélices, una tractora para el vuelo y otra impulsora para desplazarse en el agua.

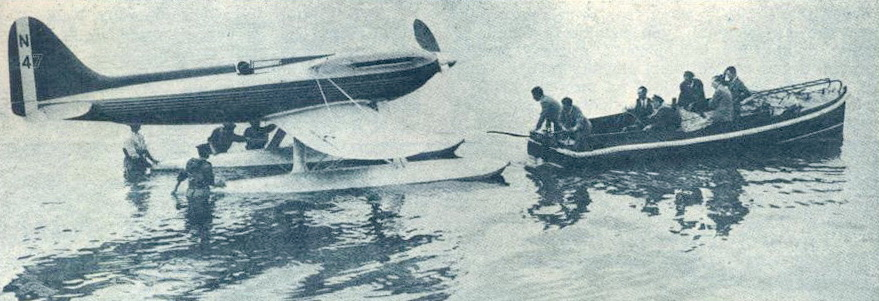
Supermarine S.6.

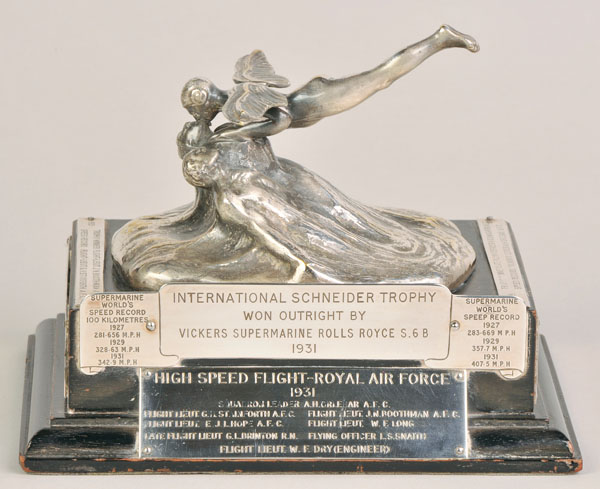
Trofeo Schneider a la Patrulla de Alta Velocidad de la RAF

Los británicos produjeron los Supermarine S.5 diseñados por el ingeniero aeronáutico R. J. Mitchell diseñador de la compañía Supermarine Aviation Works. Los Supermarine justificaron su promesa, mientras que Aeronautica Macchi con los Macchi M.C.72 no fueron ni tan veloces ni tan fiables como sus rivales y los tres se retiraron con problemas mecánicos. En 1929, tanto Macchi como Supermarine instalaron nuevos motores. Los Macchi M.67 usaban el motor W18 Isotta-Fraschini Asso 1000 de 1000 hp (746 kW) a 1600 rpm y 1100 hp (820 kW) a 1800 rpm; sin embargo, no resultó ser una buena combinación. Los Supermarine S.6 estaban propulsados por el nuevo motor V12 sobrealimentado de 37 l. Rolls-Royce R que producía 2530 hp (1887 kW) a 3200 rpm. Durante la carrera todos los Macchi tuvieron problemas de motor, mientras que los Supermarine obtuvieron un nuevo récord de velocidad a 592 km/h ganando la carrera. Con las permanentes victorias del Trofeo Schneider el gobierno británico siguió el ejemplo de los norteamericanos y anunciaron su retiro de la competencia, dejando la misma a la iniciativa privada. Cuando todo parecía terminar, la acaudalada, excéntrica y filantrópica viuda, Lucy, Lady Houston, ofreció 100000 libras esterlinas para ¨prevenir que el gobierno británico no haga terminar la competencia¨ 
Con dicho aporte extra, Mitchell modificó el exitoso S.6 y colocó un impresionante motor de 2300 hp. Por su parte, Macchi instaló un motor Fiat AS.6 de 3,35 m de largo y una potencia de 2126 kW (2931 hp); en el Macchi M.72, el último de los aviones con flotadores de competición. Esta combinación era hermosa en tierra, pero en el aire mató a dos pilotos, lo que hizo que Italia pospusiera indefinidamente su participación. En cuanto a Gran Bretaña, con el dinero de Lady Houston gastado, cancelaron toda participación.
Para el 13 de septiembre de 1931, el teniente de la RAF John Boothman voló su S.6B sobre las siete vueltas requeridas y estableció un nuevo récord de velocidad a 612 km/h, dejando esa marca ganada por Gran Bretaña como el récord de velocidad del Torneo Schneider. Los británicos fueron los de mayor participación en este torneo.

## Ganadores
Lista de los torneos realizados y sus ganadores:
| Año     | Lugar                                     | Aeronave ganadora                         | Imagen                                    | País                                      | Piloto                                    | Velocidad media                           |
| ------- | ----------------------------------------- | ----------------------------------------- | ----------------------------------------- | ----------------------------------------- | ----------------------------------------- | ----------------------------------------- |
| 1913    | Mónaco                                    | Deperdussin Coupe Schneider               |                                           | Francia                                   | Maurice Prévost                           | 73,56 km/h (45,7 mph)                     |
| 1914    | Mónaco                                    | Sopwith Tabloid                           |                                           | Reino Unido                               | Howard Pixton                             | 139,74 km/h (86,8 mph)                    |
| 1915–18 | Competición suspendida (I Guerra Mundial) | Competición suspendida (I Guerra Mundial) | Competición suspendida (I Guerra Mundial) | Competición suspendida (I Guerra Mundial) | Competición suspendida (I Guerra Mundial) | Competición suspendida (I Guerra Mundial) |
| 1919    | Bournemouth, Reino Unido                  | SIAI S.13                                 |                                           | Italia                                    | Guido Janello                             | 172 km/h (106,9 mph)                      |
| 1920    | Venecia, Italia                           | SIAI S.12                                 |                                           | Italia                                    | Luigi Bologna                             | 172,6 km/h (107,2 mph)                    |
| 1921    | Venecia                                   | Macchi M.7bis                             |                                           | Italia                                    | Giovanni De Briganti                      | 189,66 km/h (117,8 mph)                   |
| 1922    | Nápoles, Italia                           | Supermarine Sea Lion II                   |                                           | Reino Unido                               | Henry Biard                               | 234,51 km/h (145,7 mph)                   |
| 1923    | Cowes, Reino Unido                        | Curtiss R3C                               |                                           | Estados Unidos                            | David Rittenhouse                         | 285,29 km/h (177,3 mph)                   |
| 1924    | Competición suspendida                    | Competición suspendida                    | Competición suspendida                    | Competición suspendida                    | Competición suspendida                    | Competición suspendida                    |
| 1925    | Baltimore, Estados Unidos                 | Curtiss R3C-2                             |                                           | Estados Unidos                            | James Doolittle                           | 374,28 km/h (232,6 mph)                   |
| 1926    | Hampton Roads, Estados Unidos             | Macchi M.39                               |                                           | Italia                                    | Mario de Bernardi                         | 396,69 km/h (246,5 mph)                   |
| 1927    | Venecia                                   | Supermarine S.5                           |                                           | Reino Unido                               | Sidney Webster                            | 453,28 km/h (281,7 mph)                   |
| 1929    | Calshot Spit, Reino Unido                 | Supermarine S.6                           |                                           | Reino Unido                               | Richard Waghorn                           | 528,89 km/h (328,6 mph)                   |
| 1931    | Calshot Spit                              | Supermarine S.6B                          |                                           | Reino Unido                               | John Boothman                             | 547,31 km/h (340,1 mph)                   |

## Logros
El Trofeo Schneider si bien no orientó los esfuerzos de los fabricantes de aeronaves hacia los deseos de su creador, sí permitió una vertiginosa mejora en la potencia de los aviones de la época.
Los fuselajes monocasco fueron haciéndose más populares al mostrarse como estructuras autoportantes. El diseñador R.J. Mitchell trabajó en la aerodinámica del monoplano ala-baja dando lugar al perfil laminar del famoso Spitfire.
Se afirmó el uso de los motores en línea, junto a los motores radiales. Si bien estos últimos eran de fácil uso en aviación, presentaban mayor superficie frontal que sus pares de formación en línea. Buen ejemplo de este desarrollo fue el Rolls-Royce “R”, a partir del cual se desarrolló el Rolls-Royce Merlin, que propulsó no sólo al Supermarine Spitfire, sino también al Hawker Hurricane, Avro Lancaster, De Havilland Mosquito y el P 51 Mustang, todos los cuales hicieron grandes contribuciones a los aliados en la Segunda Guerra Mundial.